# Leopoldo Siqueira
Leopoldo Siqueira (Manhuaçu, Minas Gerais, 29 de dezembro de 1960) é um cronista esportivo mineiro, editor-responsável dos programas Alterosa Esporte e Bola na Área da Rede Alterosa. Foi vice-presidente de Comunicação da Associação Mineira dos Cronistas Esportivos AMCE entre 2009 e 2010.

## Trajetória
Nascido em Manhuaçu, aos três anos de idade Leopoldo Pereira de Siqueira mudou com a família para Juiz de Fora. Lá formou-se em Comunicação Social pela UFJF. Foi assessor de imprensa do Sport Club e diretor do sindicato de jornalistas local em 87. O início como repórter de esportes foi no extinto Diário de Minas, passando posteriormente ao jornal Tribuna de Minas e à antiga Rádio Sociedade, atualmente Rádio Solar.
Em 21 de abril de 1987 transferiu-se para Belo Horizonte, para assumir a editoria de esportes da Tribuna. Na capital mineira, fez parte também da equipe da Rádio Globo Minas. Pelo jornal, foi premiado por uma matéria sobre hipismo; pela rádio, por uma reportagem sobre catadores de papel.
Passou pela Rede Record e pela editoria de polícia do jornal Estado de Minas, antes de entrar para a TV Alterosa em 1992. Na emissora, foi repórter do telejornal Aqui Agora, ao lado de Laudívio Carvalho, Ronaldo Martins, Tom Paixão e Vânia Turce. A versão mineira do jornalístico foi extinta em 1995 e ele passou a trabalhar no Alterosa Notícias, até voltar à reportagem esportiva em 1997. Em 2000 foi promovido, passando a exercer as funções de editor-responsável e apresentador fixo do Alterosa Esporte. Desde 2008, aos sábados, ele também está à frente do programa Bola na Área, parceria da TV Alterosa com a Rádio Itatiaia.

## Ação social
O Troféu Leopoldo Siqueira é um jogo de futebol beneficente que reúne ex-jogadores, atletas amadores e jornalistas em uma grande confraternização com as comunidades. O evento acontece desde 2003 e cerca de 20 toneladas de alimentos já foram arrecadadas para instituições carentes de Ribeirão das Neves,este ano faremos mais uma edição na região metropolitana de Belo Horizonte.O idealizador dos jogos beneficentes de Neves e trofeu Leopoldo Siqueira Ícone é o reporter, comentarista da rádio sintonia fm e produtor executivo da turma da bancada Itinerante Wilis Emerenciano, Leopoldo Casou-se com a jornalista Bianca Giannini com quem tem dois filhos.

## Na internet
Leopoldo mantém ainda um blog no portal Dzaí, o Sem Barreira, que é um canal direto com o público sobre os bastidores do esporte.